# Kōsei Okazawa
Kōsei Okazawa (japanisch 岡澤 昂星 Okazawa Kōsei; * 22. Oktober 2003 in Osaka) ist ein japanischer Fußballspieler.

## Karriere
Okazawa begann seine fußballerische Karriere beim Owada Shonen SC, ehe er zu Cerezo Osaka wechselte, wo er erst in der Jugend und dann in der U23, der Zweitmannschaft, tätig war. Er debütierte am 15. Juli 2020 (4. Spieltag) in der Startelf gegen den FC Gifu. Im Anschluss kam er schon des Öfteren in der J3 League zum Einsatz, wurde zum Stammspieler in der U23 und kam zu 30 Saisoneinsätzen. Am 1. Februar 2022 unterschrieb er bei Cerezo seinen ersten Profivertrag. Im Juli 2023 wechselte er auf Leihbasis zum Drittligisten FC Ryūkyū. Für den Verein aus der Präfektur Okinawa bestritt er 55 Ligaspiele. Die Saison 2025 wurde er an den Zweitligisten Fujieda MYFC verliehen.